# Kenji Haneda
Kenji Haneda (født 1. december 1981) er en tidligere japansk fodboldspiller.
Han har spillet for flere forskellige klubber i sin karriere, herunder Kashima Antlers, Cerezo Osaka og Vissel Kobe.